# Рокбридж (Огайо)
Рокбридж (англ. Rockbridge) — переписна місцевість (CDP) в США, в окрузі Гокінг штату Огайо. Населення — 160 осіб (2020).

## Географія
Рокбридж розташований за координатами 39°35′10″ пн. ш. 82°31′34″ зх. д. / 39.58611° пн. ш. 82.52611° зх. д. (39.586228, -82.526229).  За даними Бюро перепису населення США в 2010 році переписна місцевість мала площу 0,98 км², уся площа — суходіл.

## Демографія
Згідно з переписом 2010 року, у переписній місцевості мешкали 182 особи в 77 домогосподарствах у складі 44 родин. Густота населення становила 186 осіб/км².  Було 83 помешкання (85/км²).
Расовий склад населення:
| - 97,8 % — білих |

До двох чи більше рас належало 2,2 %. Частка іспаномовних становила 0,0 % від усіх жителів.
За віковим діапазоном населення розподілялося таким чином: 23,6 % — особи молодші 18 років, 64,3 % — особи у віці 18—64 років, 12,1 % — особи у віці 65 років та старші. Медіана віку мешканця становила 37,0 року. На 100 осіб жіночої статі у переписній місцевості припадало 102,2 чоловіків;  на 100 жінок у віці від 18 років та старших — 95,8 чоловіків також старших 18 років.
За межею бідності перебувало 59,2 % осіб, у тому числі 84,3 % дітей у віці до 18 років та 0,0 % осіб у віці 65 років та старших.
Цивільне працевлаштоване населення становило 92 особи. Основні галузі зайнятості: роздрібна торгівля — 43,5 %, будівництво — 32,6 %, мистецтво, розваги та відпочинок — 9,8 %, освіта, охорона здоров'я та соціальна допомога — 7,6 %.